# هری پاتر و سنگ جادو (فیلم)
هری پاتر و سنگ جادو با عنوان اصلی  هری پاتر و سنگ فیلسوف یک فیلم انگلیسی-آمریکایی در ژانر فانتزی به کارگردانی کریس کلمبوس است که در سال ۲۰۰۱ منتشر شد. فیلم‌نامه این فیلم را استیو کلاوز بر اساس رمانی به همین نام از جی. کی. رولینگ نوشت و دیوید هیمن آن را تهیه‌کنندگی کرد. سنگ جادو که نخستین فیلم از مجموعه‌فیلم‌های هری پاتر و دنیای جادوگری جی.کی. رولینگ است، توسط کمپانی برادران وارنر ساخته و منتشر شد. داستان فیلم دربارهٔ پسر بچه ۱۱ ساله‌ای به نام هری پاتر است که متوجه می‌شود یک جادوگر است. او برای تحصیل به مدرسه علوم و فنون جادوگری هاگوارتز رفته و متوجه می‌شود که در میان جامعهٔ جادوگری بسیار مشهور است؛ شهرتی که ریشه در گذشتهٔ پر از رمز و راز وی دارد. دنیل ردکلیف در نقش هری پاتر، روپرت گرینت در نقش رون ویزلی و اما واتسون در نقش هرماینی گرنجر سه بازیگر اصلی فیلم هستند.
پس از انتشار کتاب هری پاتر و سنگ جادو، کمپانی برادران وارنر حق ساخت اقتباس از روی رمان را در سال ۱۹۹۹ به قیمت ۱ میلیون پوند (معادل ۱٫۶۵ میلیون دلار در سال ۱۹۹۹) خریداری کرد و کار پیش تولید فیلم به صورت رسمی از سال ۲۰۰۰ در انگلستان آغاز شد. پیش از کریس کلمبوس، گزینه‌هایی همچون راب راینر و استیون اسپیلبرگ برای کارگردانی فیلم در نظر گرفته شده بودند. رولینگ اصرار داشت که تمام بازیگران فیلم انگلیسی یا ایرلندی باشند و فیلم حتماً در مکان‌های تاریخی یا استودیویی در داخل انگلستان فیلم‌برداری شود.
هری پاتر و سنگ جادو در تاریخ ۱۶ نوامبر ۲۰۰۱ در انگلستان و آمریکا به روی پرده رفت. فیلم با واکنش مثبتی از سوی منتقدان مواجه شد و ۱ میلیارد دلار در سرار جهان فروش کرد که آن را تبدیل به پرفروش‌ترین فیلم سال ۲۰۰۱ می‌کند. سنگ جادو در زمان اکران، پس از تایتانیک، دومین فیلم پرفروش تاریخ سینما لقب گرفت و تا ژوئیهٔ ۲۰۲۰ نیز رتبهٔ چهل‌وششم این جدول را به خود اختصاص داده‌است. سنگ جادو همچنین بعد از هری پاتر و یادگاران مرگ - قسمت دوم، پرفروش‌ترین فیلم مجموعهٔ هری پاتر است. فیلم نامزد و برندهٔ جوایز متعددی شد؛ از جمله نامزد سه جایزهٔ اسکار بهترین موسیقی، بهترین طراحی صحنه و بهترین طراحی لباس. سنگ جادو هفت دنباله داشت که با هری پاتر و تالار اسرار (۲۰۰۲) آغاز و با هری پاتر و یادگاران مرگ - قسمت دوم (۲۰۱۱) پایان یافت.

## داستان
در ۳۱ اکتبر ۱۹۸۱، بعد از آنکه جیمز و لی‌لی پاتر توسط جادوگر سیاه، لرد ولدمورت به دلیل نامشخصی به قتل می‌رسند، روبیوس هاگرید به دستور آلبوس دامبلدور به خانهٔ ویران آن‌ها رفته و تنها پسرشان به نام هری که یک سال بیشتر سن ندارد را با خود به محله پریوِت درایو می‌برد؛ جایی که پتونیا، خواهر لی‌لی به همراه شوهر و پسرش در آن زندگی می‌کنند. دامبلدور، هری را جلوی در خانهٔ خاله‌اش گذاشته و یادداشتی برای خانوادهٔ دورسلی می‌نویسد. ده سال می‌گذرد. هری که از گذشته خود هیچ نمی‌داند در خانهٔ خاله‌اش روزگار سختی را پشت سر می‌گذارد و خصوصاً با پسرخاله‌اش دادلی مدام درگیری پیدا می‌کند. هم‌زمان با نزدیک شدن به یازدهمین سالگرد تولد هری، اتفاقات عجیبی رخ می‌دهد؛ از جمله اینکه تعداد زیادی نامه توسط جغدها برای هری ارسال می‌شود؛ اما ورنون دورسلی، شوهرخالهٔ هری، اجازه نمی‌دهد که هری این نامه‌ها را ببیند. خانوادهٔ دورسلی به پیشنهاد ورنون به همراه هری برای مدتی به جایی دور افتاده می‌روند تا اوضاع مثل سابق شود اما هاگرید از راه می‌رسد و حقایقی را برای هری فاش می‌کند؛ از جمله دلیل کشته شدن پدر و مادرش و اینکه وی یک جادوگر است و باید برای تحصیل به مدرسه علوم و فنون جادوگری هاگوارتز برود.
هری به همراه هاگرید پا به دنیای جادویی می‌گذارد. او وسایلی لازم برای تحصیل در هاگوارتز را تهیه می‌کند و متوجه حقایق تازه‌ای می‌شود؛ از جمله اینکه پدر و مادرش ثروت زیادی در بانک جادوگران — که گرینگوتز نام دارد — برایش به ارث گذاشته‌اند و در این دنیا، همه او را می‌شناسند. در قطارِ رفت به هاگوارتز، هری با رون ویزلی آشنا می‌شود؛ پسری که تمام اعضای خانواده‌اش جادوگر هستند و اطلاعات زیادی دربارهٔ دنیای جادویی و جزئیات آن دارد. در مدرسه و در مراسم گروه‌بندی، هری به همراه رون و دختر باهوشی به نام هرماینی گرنجر در گروه گریفیندور جای می‌گیرد و تحصیل خود را به صورت رسمی در هاگوارتز آغاز می‌کند. زندگی در هاگوارتز هری را با موقعیت‌های هیجان‌انگیز و جدیدی مواجه می‌کند و همچنین باعث می‌شود تا وی روز به روز اطلاعات بیشتری دربارهٔ گذشته خود کسب کند. در کلاس معجون‌سازی، هری با استاد این درس، پروفسور سوروس اسنیپ برخورد می‌کند که به دلایل نامعلومی اصلاً از هری خوشش نمی‌آید. این برخورد در روز نخست مدرسه، هری را کمی دلسرد می‌کند.
در طول کلاس پرواز، هری با پسری به نام دراکو مالفوی از گروه اسلیترین درگیری پیدا می‌کند اما عملکرد درخشانش در پرواز با جاروی پرنده باعث می‌شود تا به عنوان بازیکن جویندهٔ تیم کوییدیچ گریفیندور انتخاب شود. یک شب که هری به همراه رون و هرماینی در حال بازگشت به خوابگاه هستند، به اشتباه وارد اتاق ممنوعه‌ای در طبقهٔ سوم شده و در آن‌جا با یک سگِ سه‌سر بزرگ برخورد می‌کنند که ظاهراً مسئول مراقب از چیزی است. صبح روز بعد، هری در روزنامه می‌خواند که سارقی قصد ربودن یک شی از بانک گرینگوتز را داشته‌است. اطلاعات بعدی، هری را به این نتیجه می‌رساند که این شی همان چیزی بوده که هاگرید از گرینگوتز برداشته و اکنون آن وسیله در هاگوارتز توسط آن سگ محافظت می‌شود.
وقوع اتفاقاتی مبهم، از جمله ورود یک غول به قلعه در شب هالووین و خرابی جاروی پرنده هری در طی مسابقهٔ کوییدیچ، هری را به این نتیجه می‌رساند که اسنیپ به دنبال آن شیء مرموز است. هری و دوستانش هرچه فکر می‌کنند نمی‌توانند ماهیت این شیء را پیدا کنند تا اینکه از طریق هاگرید به اسم نیکلاس فلامل می‌رسند. سپس مشخص می‌شود که آن شی در واقع سنگ فیلسوف است که می‌تواند به دارندهٔ خود، ثروت و عمر بی‌نهایت هدیه کند. هری مدرکی علیه اسنیپ ندارد و صحبت‌هایش نیز توسط کسی جدی گرفته نمی‌شود. هری که تعطیلات کریسمس را به همراه رون در قلعهٔ خلوت هاگوارتز سپری می‌کنند، هدیه‌ای عجیب را از سوی فردی ناشناس دریافت می‌کند: یک شنل نامرئی به همراه یک یادداشت که ادعا می‌کند این شنل متعلق به پدر هری بوده‌است.
با گذشت چند روز، زخم پیشانی هری با دردی همیشگی همراه می‌شود. هری معتقد است که سوزش زخمش یک نشانه مبنی بر نزدیک بودن خطر است. او گمان می‌کند که اسنیپ قصد دارد با ربودن سنگ، آن را به ولدمورت بدهد. هری سعی می‌کند به دیدن دامبلدور برود تا با او صحبت کند اما متوجه می‌شود که دامبلدور برای انجام کاری به وزارتخانه رفته و در قلعه نیست. در نبود دامبلدور، هری حدس می‌زند که اسنیپ همراه با تاریکی برای سرقت سنگ اقدام کند و برای همین، وی به همراه رون و هرماینی، نیمه‌شب در زیر شنل نامرئی هری به طبقهٔ سوم رفته و و بعد از گذشتن از سگ سه‌سر، وارد یک دریچه می‌شوند. در راه رسیدن به سنگ، هری و دوستانش با موانع جادویی مختلفی مواجه می‌شوند، از جمله یک بازی شطرنج جادویی که رون و هرماینی به شدت در آن آسیب می‌بینند و هری به تنهایی به مسیر ادامه می‌دهد. هری در انتهای دریچه با استاد درس دفاع در برابر جادوی سیاه، یعنی پروفسور کوییرل برخورد می‌کند و مشخص می‌شود که ولدمورت، جسم کوییرل را تسخیر کرده و این او بوده که در تمام مدت قصد ربودن سنگ را داشته و اسنیپ قصدش حفاظت از آن بوده‌است. کوییرل به دستور ولدمورت با هری درگیری می‌شود اما هنگامی که پوست هری را لمس می‌کند به طرز عجیبی سوخته و از بین می‌رود.
هری در درمانگاه بیدار شده و دامبلدور را بالای سر خود می‌بیند. دامبلدور به هری اطمینان می‌دهد که حال رون و هرماینی خوب است و به خاطر اقدامات آن‌ها، دست ولدمورت به سنگ نرسیده و او فعلاً رفته‌است. دامبلدور در پاسخ به اینکه چرا ولدمورت قادر به لمس کردن پوست هری نبوده، می‌گوید که علت آن جادوی عشق و محافظی است که لی‌لی در درون هری به جا گذاشته و برای همین ولدمورت قادر نخواهد بود که وی را لمس کند. همچنین مشخص می‌شود که شنل نامرئی را دامبلدور برای هری فرستاده‌است. بعد از مرخصی از درمانگاه و در جشن پایانی سال، اقدامات هری، رون و هرماینی باعث می‌شود تا گروه گریفیندور برندهٔ جام گروه‌ها شود.

## بازیگران

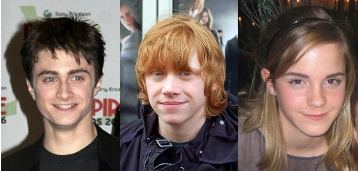
(از چپ به راست) دنیل ردکلیف، روپرت گرینت و اما واتسون از میان هزاران کودکی که آزمون بازیگری داده بودند، برای ایفای سه نقش اصلی انتخاب شدند.

- دنیل ردکلیف در نقش هری پاتر

هری، پسر ۱۱ سالهٔ یتیمی است که در خانهٔ خاله‌اش زندگی می‌کند و چیزی دربارهٔ گذشته خود نمی‌داند. پدر و مادر وی توسط جادوگر سیاه، لرد ولدمورت به قتل می‌رسند اما وی به علت جادوی محافظی که مادرش در درونش نهفته، از طلسم مرگبار، جان سالم به در برده و فقط زخمی شبیه به صاعقه بر روی پیشانی‌اش به یادگار می‌ماند. کریس کلمبوس بعد از دیدن اجرای ردکلیف در فیلم تلویزیونی دیوید کاپرفیلد (۱۹۹۹) که محصول شبکه بی‌بی‌سی است و حتی پیش از شروع کار انتخاب بازیگران، وی را برای نقش هری پاتر زیر نظر گرفته بود اما سوزان فیگیس (مسئول نخست انتخاب بازیگران) به کلمبوس گفت که والدین محتاط ردکلیف اجازه نمی‌دهند تا وی در آزمون بازیگری شرکت کند. کلمبوس معتقد است که پافشاری وی برای انتخاب ردکلیف به عنوان نقش اصلی، دلیل واقعی ترک پروژه توسط فیگیس بوده‌است. در سال ۲۰۰۰ و در جریان اجرای نمایش سنگ‌هایی در جیب‌هایش دیوید هیمن و استیو کلاوز که به تماشای نمایش رفته بودند با والدین ردکلیف ملاقات کردند و بدین ترتیب وی برای آزمون بازیگری فراخوانده شد. هیمن و کلمبوس به والدین ردکلیف اطمینان دادند که نمی‌گذارند رسانه‌ها در زندگی پسرشان دخالت کنند و موفق شدند نظر آن‌ها را جلب کنند. رولینگ بعد از دیدن آزمون بازیگری ردکلیف او را تأیید کرد و گفت: «فکر نمی‌کنم که کلمبوس بتواند شخصی بهتر از این را برای هری پیدا کند.» ردکلیف برای بازی در این فیلم ۱ میلیون پوند دستمزد گرفت، هرچند خودش این مسائل را «کم‌اهمیت» دانست. ویلیام مسلی که برای بازی در نقش پیتر پونزی در مجموعه‌فیلم‌های وقایع‌نگاری نارنیا مشهور است از جمله گزینه‌های بازی در این نقش بود.
- روپرت گرینت در نقش رون ویزلی

رون ویزلی، پسری هم‌سال هری در هاگوارتز است که تبدیل به بهترین دوست وی می‌شود. تمامی اعضای خانوادهٔ رون از جمله شش برادر و خواهرش، جادوگر هستند. او ششمین فرزند خانواده پرجمعیتشان به‌شمار می‌آید و به همین دلیل، اغلب از کمبود اعتماد به نفس رنج می‌برد. در کتاب، رون پسری با قد بلند، موی قرمز و صورتی پر از کک‌ومک توصیف شده‌است. گرینت معتقد بود که به علت موهای قرمزش و شباهت ظاهری، انتخاب خوبی برای این نقش خواهد بود. گرینت بعد از دیدن گزارش مربوط به تبلیغ انتخاب بازیگران فیلم در نیوزراند از اجرای خود فیلم گرفت و آن را برای سازندگان فیلم فرستاد. تلاش وی موفقیت‌آمیز بود و تیم بازیگران از وی برای شرکت در آزمون بازیگری دعوت کردند.
- اما واتسون در نقش هرماینی گرنجر

هرماینی بهترین دوست دیگر هری و یک دختر مشنگ زاده است. پدر و مادر او هردو دندان‌پزشک هستند اما با این حال هرماینی از قدرت جادویی بسیار بالایی برخوردار است. او باهوش و بسیار درس‌خوان است و مغز متفکر گروه سه‌نفره محسوب می‌شود. معلم تئاتر واتسون در آکسفورد نام وی را به آژانس‌های مختلف استعدادیابی داد. واتسون پیش از گرفتن نقش، پنج بار برای مصاحبه دعوت شد. واتسون کار آزمون بازیگری خود را بسیار جدی گرفته بود، هرچند که باور داشت شانس بسیار کمی برای گرفتن نقش دارد. تهیه‌کنندگان فیلم تحت تأثیر اعتماد به نفس واتسون قرار گرفتند و معتقد بودند او از تمامی هزاران بازیگر دختری که برای نقش آزمون داده بودند، بهتر عمل کرده‌است.
- تام فلتون در نقش دراکو مالفوی

دراکو، هم‌سال هری در هاگوارتز و عضو گروه اسلیترین است. دراکو یک اصیل‌زاده‌است و همچون خانوادهٔ ثروتمند خود، جادوگران اصیل‌زاده را از مشنگ‌زاده‌ها برتر می‌داند. او دشمن اصلی هری، رون و هرماینی است و از هر فرصتی برای ضربه زدن به آن‌ها استفاده می‌کند.
- رابی کالترین در نقش روبیوس هاگرید

هاگرید، کلیددار و شکاربان محوطهٔ هاگوارتز است و در کلبه‌ای در نزدیکی جنگ ممنوع در هاگوارتز زندگی می‌کند. هاگرید یک‌نیمه‌غول-نیمه انسان است و بسیار بزرگ و قوی‌هیکل است. او علاقه زیادی به موجودات جادویی و خصوصاً اژدها دارد و بهترین دوست سه قهرمان داستان در هاگوارتز محسوب می‌شود. رولینگ شخصاً کالترین را برای ایفای این نقش انتخاب کرد. کالترین که از طرفداران کتاب بود با رولینگ دیدار کرد و اطلاعاتی دربارهٔ گذشته و آینده هاگرید دریافت کرد و برای ایفای نقش آماده شد. طبق گفته فیگیس، رابین ویلیامز برای ایفای این نقش ابراز علاقه کرده بود اما به خاطر آمریکایی بودن وی، که در تضاد با شرط رولینگ مبنی بر انگلیسی یا ایرلندی بودن بازیگران بود، از سوی کلمبوس رد شد.
- ریچارد هریس در نقش آلبوس دامبلدور

دامبلدور، مدیر مدرسهٔ هاگوارتز و یکی از مشهورترین و قدرتمندترین جادوگران تاریخ است. وی همچنین رئیس دیوان عالی قضایی جادوگران (ویزنگاموت)، عضو کنفدراسیون بین‌المللی جادوگران و رهبر و پایه‌گذار گروه محفل ققنوس است. هریس ابتدا پیشنهاد بازی در نقش دامبلدور را رد کرد اما بعد از آنکه نوه‌اش که از طرفداران هری پاتر است، وی را تهدید کرد که دیگر با او حرف نخواهد زد، نقش را پذیرفت.
- آلن ریکمن در نقش سوروس اسنیپ

استاد درس معجون‌سازی در هاگوارتز و رئیس گروه اسلیترین که به دلایلی احساس خشم و نفرت عجیبی نسبت به هری دارد. تیم راث، نخستین انتخاب برای این نقش بود اما وی به خاطر بازی در فیلم سیاره میمون‌ها (۲۰۰۱) این نقش را رد کرد.
- ایان هارت در نقش پروفسور کوییرل

استاد درس دفاع برابر جادوی سیاه در هاگوارتز که همیشه دستپاچه است و از لکنت زبان رنج می‌برد. دیوید تیولیس که یکی از گزینه‌های ایفای این نقش بود، در فیلم هری پاتر و زندانی آزکابان در نقش ریموس لوپین ظاهر شد.
- مگی اسمیت در نقش پروفسور مک‌گونگال

معاون و سرپرست مدرسهٔ هاگوارتز، رئیس گروه گریفیندور و همچنین استاد درس تغییر شکل. مک‌گونگال در عین جدی و منظم بودن، بسیار مهربان است. او کسی بود که هری را به تیم کوییدیچ گریفیندور دعوت کرد. اسمیت به همراه رابی کالترین، یکی از دو بازیگری بود که توسط شخص رولینگ برای بازی در فیلم انتخاب شد.
- وارویک دیویس در نقش پروفسور فیلیت ویک

استاد سالخورده و ریز نقش درس وردهای جادویی و رئیس گروه ریونکلاو. وارویک دیویس، دو نقش دیگر نیز در فیلم ایفا کرد: رئیس جن‌ها در تالار بانک گرینگوتز و صداپیشه نقش گریبهوک که ورن ترویر آن را بازی کرد.
- جان هرت در نقش اولیوندر[EN ۱۷]

چوبدستی‌ساز مشهور و سالخورده‌ای که صاحب مغازهٔ چوبدستی فروشی در کوچه دیاگون است.
- ریچارد گریفیتس در نقش ورنون دورسلی

شوهرخالهٔ مشنگ هری است که همچون همسر و فرزندش از جادو و جادوگران متنفر است. ایان مک‌نیس از گزینه‌های بازی در نقش بود.
- فیونا شو در نقش پتونیا دورسلی

خالهٔ مشنگ هری که به خاطر احساساتی که پیش‌تر نسبت به خواهرش داشت، از پسر وی نیز چندان خوشش نمی‌آید.
- جان کلیز در نقش نیکِ سربریده[EN ۱۹]

شبح گروه گریفیندور است که حساسیت خاصی بر روی روش به قتل رسیدن خود دارد.
- جولی والترز در نقش مالی ویزلی[EN ۲۰]

مادر رون است. زنی که همواره نگران سلامت خانواده خود است و در سکوی ۹۳⁄۴ با هری آشنا می‌شود. روزی اودانل، بازیگر آمریکایی علاقه‌مند به ایفای نقش بود و دربارهٔ این موضوع با کلمبوس نیز صحبت کرد اما در نهایت، والترز برای آن انتخاب شد.

## ساخت

### پیش‌تولید

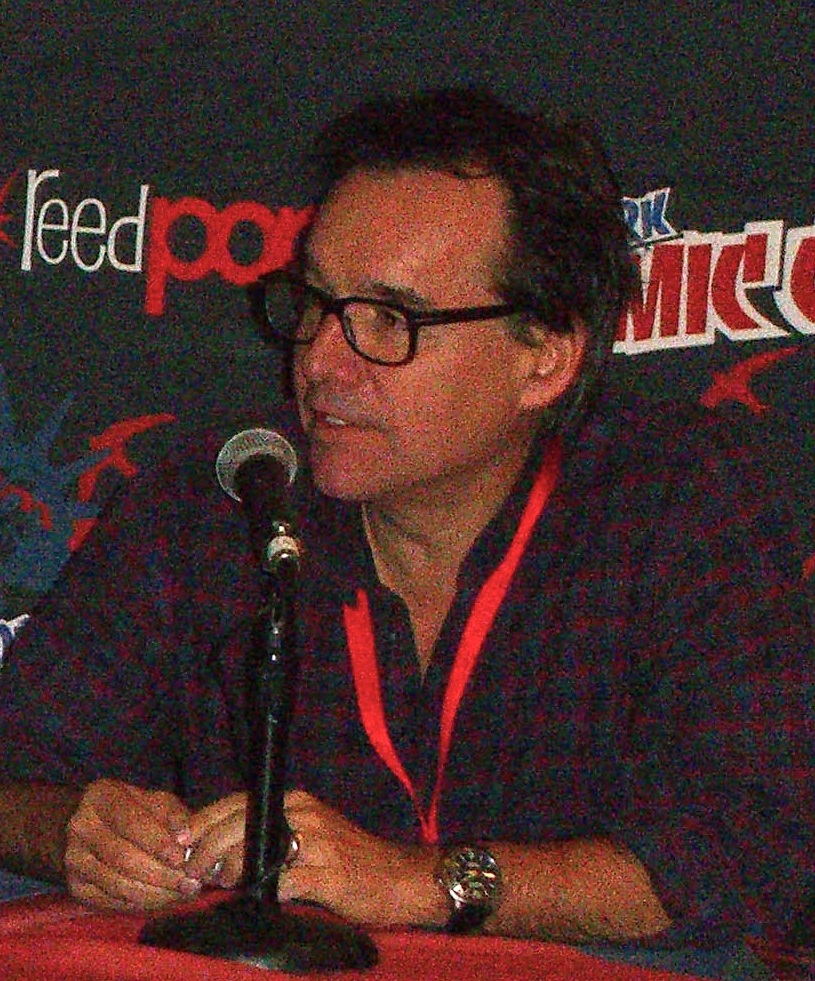
کریس کلمبوس برای سابقه‌ای که در ساخت فیلم‌های خانوادگی پرفروش داشت، برای کارگردانی فیلم انتخاب شد.

در سال ۱۹۹۷، تهیه‌کننده فیلم، دیوید هیمن در جست‌وجوی کتاب کودکی بود که بشود با اقتباس از آن یک فیلم پرفروش ساخت. او ابتدا قصد داشت تا بر اساس رمان فانتزی غول طبقه پایین  نوشته دایانا وین جونز یک اقتباس سینمایی را تهیه کند؛ اما این موقعیت فراهم نشد تا اینکه همکاران وی در هی‌دی فیلمز، رمان هری پاتر و سنگ جادو را به هیمن پیشنهاد دادند که دستیار وی آن را یک «ایدهٔ باحال» توصیف کرد. هیمن با این فکر به سراغ شرکت برادران وارنر رفت. رولینگ ابتدا نسبت به فروش حق اقتباس از آثار خود شک داشت، چون گمان می‌کرد سازندگان فیلم ممکن است کنترل جهان وی را دست بگیرند، چرا که قراداد به گونه‌ای بود که شرکت برادران وارنر می‌توانست با استفاده از شخصیت‌های کتاب، فیلمی بسازد که خط داستانی رمان را دنبال نکند. سرانجام در سال ۱۹۹۹، رولینگ بعد از ۲ سال مقاومت، حق امتیاز چهار رمان اول هری پاتر را به قیمت ۱ میلیون پوند (معادل ۱٬۹۸۲٬۹۰۰ میلیون دلار آمریکا) فروخت. رولینگ شروطی را برای این کار تعیین کرد؛ از جمله اینکه تمامی بازیگران اصلی فیلم، انگلیسی یا ایرلندی باشند. او تنها برای شخصیت‌هایی که در هری پاتر و جام آتش حضور دارند، با حضور بازیگران اروپایی و شرقی موافقت کرد.
استیون اسپیلبرگ ابتدا برای کارگردانی فیلم وارد مذاکره شد، اما در نهایت این پیشنهاد را رد کرد. اسپیلبرگ قصد داشت تا فیلم را به صورت انیمیشن بسازد و هالی جوئل آزمنت را نیز برای صداپیشگی کاراکتر هری پاتر در نظر داشت. اسپیلبرگ همچنین قصد داشت تا عناصر و خطوط داستانی چندین کتاب را در فیلم باهم ترکیب کند، اما ایده‌های او توسط برادران وارنر رد شد. اسپیلبرگ معتقد بود که ساختن فیلم به شیوهٔ مورد نظر کمپانی دارای چالش خاصی نیست و برادران وارنر به آن صرفاً به چشم یک منبع برداشت پول نگاه می‌کند. رولینگ با حضور اسپیلبرگ در پروژه مخالف بود اما به گفته خودش مخالفت او دلیل ترک پروژه توسط اسپیلبرگ نبود. دیوید هیمن نیز معتقد است که دلیل اصلی اسپیلبرگ برای رد پیشنهاد کارگردانی فیلم این بود که شرایط ساخت فیلم هوش مصنوعی (۲۰۰۱) برای وی فراهم شد.

«هری پاتر یک دستاور ادبی و ابدی است که فقط یک‌بار در طول زندگی انسان به وجود می‌آید. از آن‌جایی که رمان برای طرفدارن بی‌شمار خود اهمیت زیادی داشت، برای ما مهم بود که بتوانیم کارگردانی را پیدا کنیم که توانایی ایجاد پیوستگی بین دنیای کودکان و جهان جادویی کتاب را داشته باشد و من هرچه فکر کردم، گزینه‌ای مناسب‌تر از کریس برای این کار پیدا نکردم.»

—لورنزو دی بوناونتورا، تهیه‌کننده دربارهٔ انتخاب کریس کلمبوس به عنوان کارگردان
بعد از ترک پروژه توسط اسپیلبرگ، مذاکره برای یافتن کارگردان جدید آغاز شد. تری گیلیام، جاناتان دمی، آلن پارکر، مایک نیوول، ولفگانگ پترسن، راب راینر، ایوان رایتمن، تیم رابینز، برد سیلبرلینگ، ام. نایت شیامالان و پیتر ویر از جمله کارگردانان انتخابی کمپانی بودند. پترسن و راینر در مارس ۲۰۰۰ از لیست حذف شدند. لیست نهایی شامل کریس کلمبوس، گیلیام، سیلبرلینگ و پارکر بود. تری گیلیام، انتخاب نخست رولینگ برای کارگردانی بود. گیلیام نیز به حضور در پروژه علاقه داشت اما سرانجام برادران وارنر، کریس کلمبوس را به خاطر سابقه‌ای که در ساخت فیلم‌های خانوادگی پرفروش همچون تنها در خانه (۱۹۹۰) و خانم داوت‌فایر (۱۹۹۳) داشت، برای هدایت پروژه انتخاب کرد. گیلیام بعد از دیدن فیلم، اقتباس کلمبوس از هری پاتر را «فاجعه» و «عروسکی» توصیف کرد. کلمبوس بعد از انتخاب شدن به عنوان کارگردان، برنامهٔ خود را برای ساخت یک فیلم دو ساعته اعلام کرد. او اعلام کرد از نظر فرم بصری قصد دارد تا صحنهٔ مربوط به مشنگ‌ها را «سرد و افسرده‌کننده» و فضای دنیای جادویی را پر از رنگ، جزئیات و حس‌وحال خلق کند. کلمبوس از فیلم‌های آرزوهای بزرگ (۱۹۴۶)، الیور توئیست (۱۹۴۸)، الیور! (۱۹۶۸) و پدرخوانده (۱۹۷۲) برای خلق فضای بصری، طراحی صحنه و سبک دوربین الهام گرفت.
استیو کلاوز که فیلم‌نامهٔ اقتباسی از روی رمان را نوشته‌است، این کار را «سخت» توصیف کرد زیرا نمی‌توانست از عناصر دو کتاب بعدی مجموعهٔ هری پاتر که در آن زمان نوشته شده بودند، در فیلم‌نامهٔ مربوط به کتاب اول استفاده کند. برادران وارنر ابتدا چندین سیناپس فیلم را برای کلاوز فرستاد تا او را برای نوشتن قانع کند اما کلاوز تقریباً هیچ‌کدام از آن‌ها را نخواند. به مرور کلاوز نسبت به هری پاتر کنجکاو شد و کتاب نخست مجموعه را تهیه کرد و بعد از خواندن آن تبدیل به یکی از طرفداران دنیای رولینگ شد. کلاوز در هنگام مذاکره با برادران وارنر، از شرط رولینگ مبنی بر انگلیسی بودن فیلم استقبال کرد و گفت که این مسئله حتی باید شخصیت‌های داستان را نیز شامل شود. کلاوز در نخستین ملاقات خود با رولینگ بسیار اضطراب داشت، زیرا نمی‌خواست رولینگ فکر کند او قصد از بین بردن رمانش را دارد. رولینگ می‌گوید در نگاه اول از کلاوز «متنفر» بوده اما یادآوری ملاقاتش با او باعث شده تجدید نظر کند: «کلاوز از من پرسید که می‌دانی شخصیت مورد علاقه من کیست؟ من با خودم فکر کردم که حتماً رون است. نمی‌تواند غیر از رون باشد اما کلاوز گفت به هرماینی بیشتر از بقیه شخصیت‌ها علاقه دارد. وقتی این را گفتم تقریباً آب شدم.»

### انتخاب بازیگران
رولینگ اصرار زیادی داشت تا بازیگران فیلم در انگلیس انتخاب شوند. و لهجه انگلیسی داشته‌باشند. سوزی فیگیس به عنوان مسئول انتخاب بازیگران فیلم به همراه رولینگ و کریس کلمبوس، روند آزمون گرفتن از افراد مختلف برای انتخاب سه نقش اصلی را آغاز کردند. در فراخوان بزرگی که برای آزمون بازیگری سه نقش هری، رون و هرماینی داده شد، بر انگلیسی بودن ملیت بازیگران تأکید شده بود. تست بازیگری فیلم شامل مراحل مختلف بود؛ از جمله، خواندن بخشی از رمان هری پاتر، بازسازی سکانس ورود دانش‌آموزان به هاگوارتز و خواندن چند صفحه از فیلم‌نامه در حضور کلمبوس. همچنین از قسمت‌هایی از فیلم‌نامهٔ فیلم شرلوک هلمز جوان (۱۹۸۵) نوشتهٔ کلمبوس در برخی از آزمون‌های بازیگری استفاده شد. در ۱۱ ژوئیهٔ ۲۰۰۰، فیگیس از گروه تولید جدا شد. او از این مسئله شکایت داشت که کلمبوس هیچ‌کدام از هزاران بازیگری که وی انتخاب کرده‌است را «شایسته» نمی‌داند. در ۸ اوت ۲۰۰۰، دنیل ردکلیف که در آن زمان تقریباً ناشناس بود، به همراه روپرت گرینت و اما واتسون که بازیگرانی تازه‌کار بودند، به ترتیب برای نقش‌های هری پاتر، رون ویزلی و هرماینی گرنجر انتخاب شدند.

### فیلم‌برداری

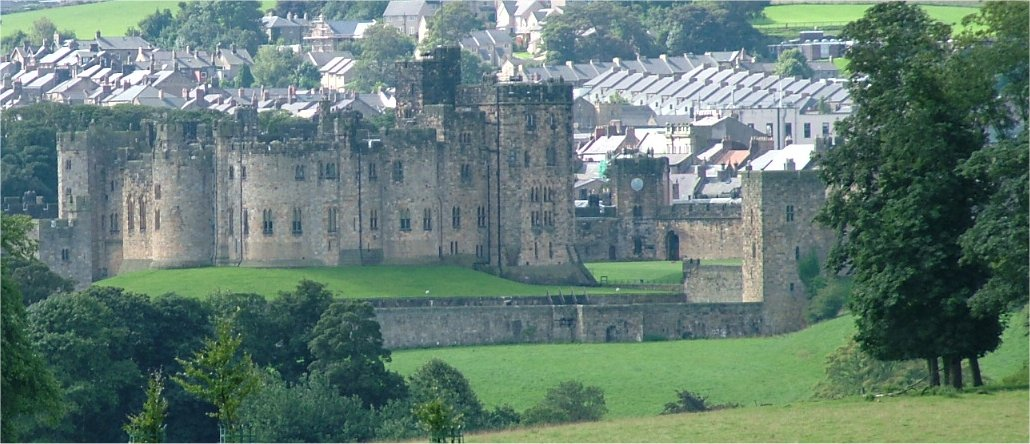
صحنه‌های مربوط به هاگوارتز در قلعه انیک جلوی دوربین رفت.

دو شرکت فیلم‌سازی بریتانیایی به صورت رسمی برای فیلم‌برداری هری پاتر و سنگ جادو درخواست داده و اعلام آمادگی کردند. این دو شرکت در زمینه پیدا کردن و ساخت مکان فیلم‌برداری، از جمله استودیو لیوزدن، با عوامل همکاری کردند. برادران وارنر این پیشنهاد را پذیرفت و فیلم‌برداری به صورت رسمی از ۲۹ سپتامبر ۲۰۰۰ در استودیو لیوزدن آغاز شد تا سکانس‌های داخلی در هاگوارتز گرفته شود. صحنه‌های مربوط به قطار هاگوارتز در ایستگاه راه‌آهن گاتلند در یورک‌شر شمالی جلوی دوربین رفت. کلیسای جامع کنتربری و قلعهٔ اینوریلورت در اسکاتلند، دو مکان اولیه‌ای بودند که برای فیلم‌برداری صحنه‌های خارجی هاگوارتز مورد توجه سازندگان قرار گرفت. وارنر نیز با این کار موافق بود اما کلیسا به خاطر وجود درون‌مایهٔ داستانی که از سوی برخی «شرک‌آمیز» و «ضد مسیح» تعبیر شده بود، این پیشنهاد را رد کرد. در نهایت، قلعهٔ انیک و کلیسای جامع گلاستر به عنوان دو محل اصلی فیلم‌برداری تعیین شدند. برخی از صحنه‌ها نیز در مدرسه هارو جلوی دوربین رفت. کلیسای جامع دورام به مدت دو هفته در اختیار گروه سازندگان قرار گرفت تا صحنه‌های مربوط به راهرو و کلاس‌های درس فیلم‌برداری شود. صحنه‌های درمانگاه و کتاب‌خانهٔ هاگوارتز در مدرسه دیوینیتی آکسفورد ضبط شد. همچنین سکانس گشت‌زنی هری در بخش ممنوعه، در کتابخانهٔ بادلین فیلم‌برداری شد. محله براکنل برای بازسازی پریوت درایو و سکانس نخست فیلم انتخاب شد. فیلم‌برداری این صحنه یک روز بیشتر از مدت مشخص طول کشید که سازندگان را مجبور به پرداخت پول به تمام ساکنان خیابان کرد. تمامی صحنه‌های بعدی مربوط پریوت درایو در استودیو برادران وارنر ضبط شد. ساختمان کمیسیون عالی استرالیا واقع در لندن، جایی که بود سکانس بانک گرینگوتز در آن فیلم‌برداری شد. کلیسای جامع عیسی مسیح آکسفورد، محل اصلی برای بازسازی سرسرای بزرگ هاگوارتز بود. باغ وحش لندن و ایستگاه راه‌آهن کینگز کراس لندن محل ضبط سکانس‌هایی کوتاه بودند که مستقیماً در خود کتاب به نام آن‌ها اشاره شده بود. سرانجام، فیلم‌برداری بعد از شش ماه در اواخر مارس ۲۰۰۱ به پایان رسید. پروژه به صورت رسمی بعد از یک پروسه تقریباً یک ساله و در ژوئیه ۲۰۰۱ به اتمام رسید.

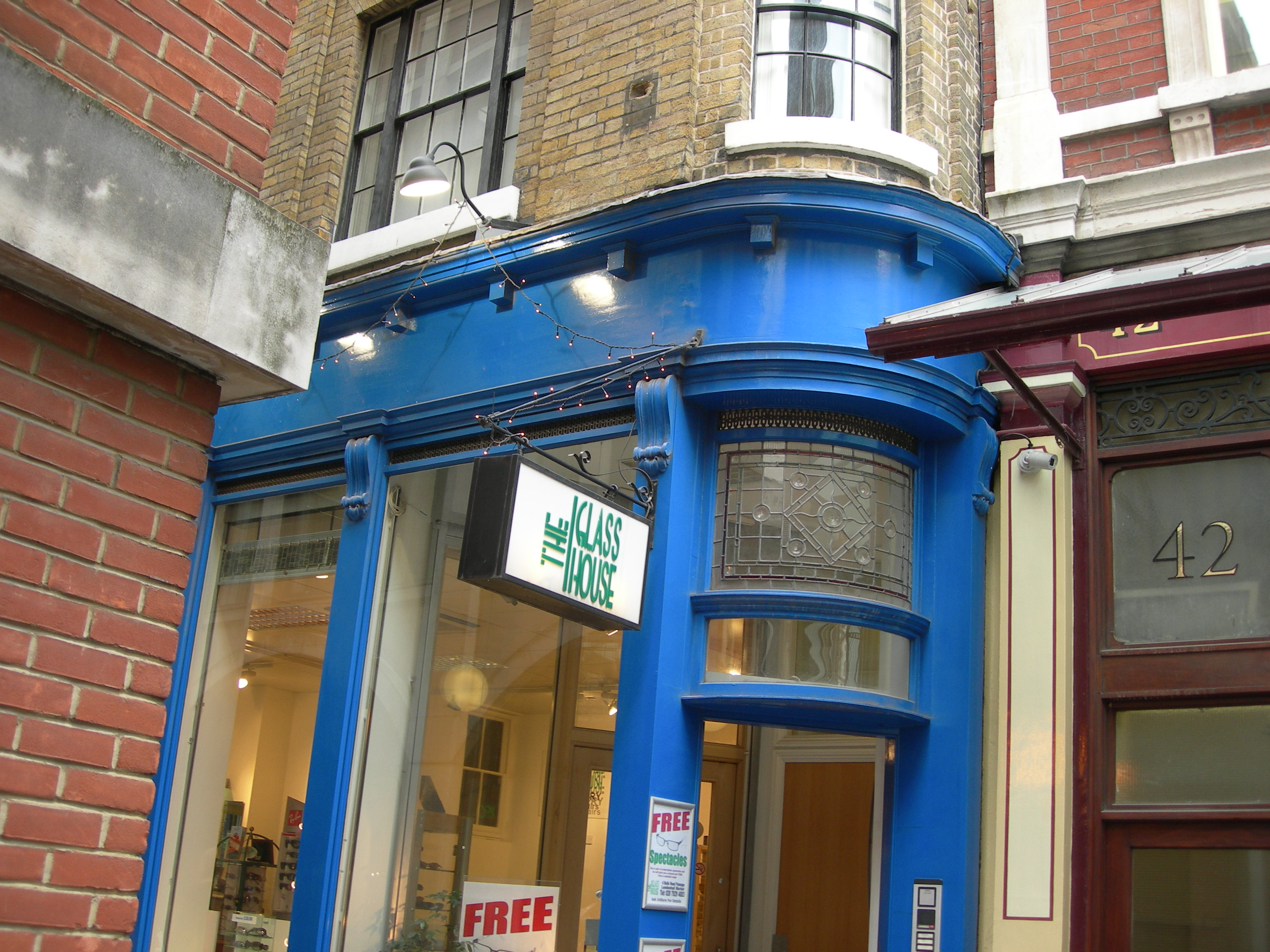
صحنه مربوط به قهوه‌خانه پاتیل درزدار در این مکان جلوی دوربین رفت.

از آن‌جایی که قرار بود فیلم در آمریکا و چند کشور دیگر با عنوان هری پاتر و سنگ جادو اکران شود، تمامی صحنه‌هایی که در آن‌ها از عبارت سنگ فیلسوف استفاده شده به صورت چندباره فیلم‌برداری شد که در این صحنه‌ها به‌جای عبارت سنگ فیلسوف از سنگ جادو استفاده شد تا یکپارچگی فیلم حفظ شود. در کتاب به صورت مکرر اشاره می‌شود که شخصیت هری همچون مادرش چشمان سبز درخشان دارد. ردکلیف ابتدا از لنز رنگی استفاده می‌کرد اما هم‌زمانی استفاده از لنز و عینک باعث شد فشار زیادی به چشم‌هایش وارد شود. کلمبوس بعد از مشورت با رولینگ لنز را حذف کرد و در نتیجه ردکلیف با چشمان آبی طبیعی خود جلوی دوربین رفت. طبق گفته دیوید هیمن، جدول زمان‌بندی فیلم‌برداری، مهم‌ترین مشکل گروه بود. از آن‌جایی که بازیگران اصلی فیلم همه کودک بودند، قوانین سازمان کار کودک انگلستان اجازه نمی‌داد که بچه‌ها برای مدت طولانی قادر به کار کردن باشند. گروه بازیگران کودک فیلم تنها چهار تا چهار ساعت و نیم می‌توانستند جلوی دوربین باشند و سه ساعت نیز به انجام تکالیف و کارهای مدرسه آن‌ها اختصاص داده شده بود که از سوی سازندگان، معلمانی برای آن‌ها آورده می‌شد.

### طراحی، جلوه‌های ویژه و پس از تولید
جودیانا ماکوفسکی طراح لباس فیلم بود. ماکوفسکی ابتدا بر اساس تصاویر نسخهٔ آمریکایی کتاب شروع به طرح زدن کرد اما به این نتیجه رسید که آن طرح‌ها «آشفته» هستند و در نتیجه لباس بازیکنان کوییدیچ را دوباره طراحی کرد. او برای این کار از پوشش لباس ورزش شمشیربازی انگلیسی در قرن ۱۹ الهام گرفت. استوارت کریگ مدیر تولید فیلم بود که سرسرای بزرگ هاگوارتز را در استودیو لیوزدن و بر اساس طرح‌هایی از کلیساهای انگلیس ساخت. به کریگ گفته شد بود که برای طراحی کوچه دیاگون یک خیابان قدیمی در انگلیس را پیدا کند اما کریگ تصمیم گرفت تا این محل را در استودیو بازسازی کند. معماری تودور، معماری جرجی و معماری سبک ملکه آن از جلمه عناصری بودند که کریگ از آن‌ها برای خلق فضای بصری فیلم الهام گرفته بود.
کلمبوس همواره از جلوه‌های ویژه رایانه‌ای دوری کرده بود اما به گفتهٔ خودش در زمان ساخت هری پاتر و سنگ جادو، جلوه‌های ویژه آنقدر پیشرفت کرده بود که کارگردانان بتوانند مدعی استفاده از آن باشند. بدین ترتیب، تقریباً تمامی موجودات جادویی از جمله فلافی و حتی برای طراحی صحنه پرواز جغدها از جلوه‌های ویژه کامپیوتری استفاده شد. نیک دادمن از شرکت اینداستریال لایت اند مجیک سرپرست جلوه‌های ویژه فیلم بود. گروه وی پیش‌تر برای فیلم جنگ ستارگان: قسمت اول - تهدید شبح (۱۹۹۹) نامزد جایزهٔ اسکار شده بود. اعضای این گروه با همکاری شرکت جیم هنسن کریچر شاپ برای خلق موجودات جادویی همکاری کردند. موجودات جادویی فیلم چندین و چندبار به اشکال مختلف طراحی شدند تا نظر مثبت کلمبوس جلب شود. در مجموع، فیلم نزدیک به ۶۰۰ نما دارد که در آن از جلوه‌های ویژه کامپیوتری استفاده شده‌است. شرکت آمریکایی ریتم اند هیز و سونی پیکچرز ایمج‌ورکز نیز در خلق جلوه‌های ویژه فیلم در سکانس‌های مختلف همچون مسابقه کوییدیچ، طراحی ظاهر لرد ولدمورت و صحنه‌های مربوط به اژدهای کوچک هاگرید با گروه سازنده همکاری کردند.

## موسیقی

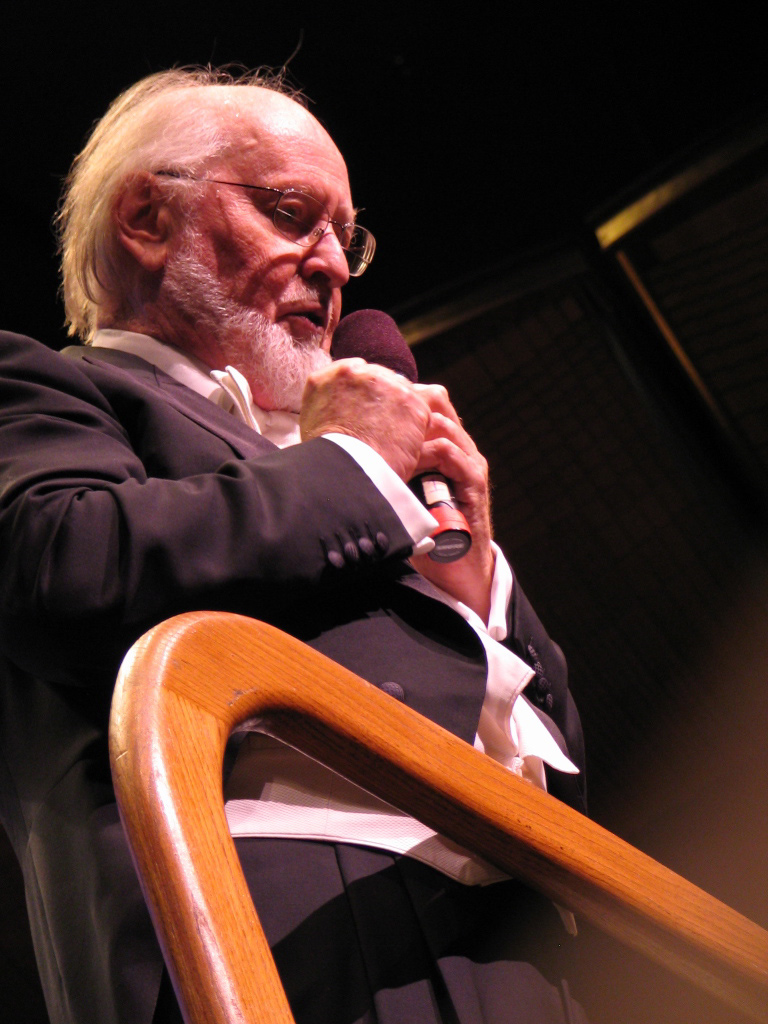
قطعه تم هدویگ که توسط آهنگساز فیلم، جان ویلیامز ساخته شده‌است، به مرور تبدیل به یکی از نمادهای دنیای هری پاتر شد.

جان ویلیامز که پیش‌تر در فیلم تنها در خانه با کلمبوس همکاری کرده بود، به عنوان آهنگساز انتخاب شد. ویلیامز موسیقی فیلم را در لس آنجلس و در مجموعه موسیقی تنگلوود نوشت و آن را در سپتامبر ۲۰۰۱ در لندن ضبط کرد. او در مجموع ۷۳ دقیقه موسیقی ساخت که شامل ۱۹ قطعه بود. قطعهٔ تم هدویگ که به عنوان قطعهٔ اصلی فیلم انتخاب شد و در چندین صحنه نیز به گوش می‌رسد، به مرور تبدیل به یکی از نشانه‌های دنیای هری پاتر شد. موسیقی این فیلم برای ویلیامز، نامزدی جایزهٔ اسکار را به همراه داشت.

## تفاوت‌های فیلم با کتاب
کلمبوس برای اطمینان از درست بودن تمامی جزئیات داستان، به‌طور مکرر با رولینگ در تماس بود. کلاوز معتقد است که فیلم نسبت به رمان، بسیار وفادار است. طبق گفتهٔ کلاوز، او دربارهٔ تمامی دیالوگ‌هایی که خارج از کتاب به فیلم‌نامه اضافه کرده بود، با رولینگ مشورت کرده‌است. کلاوز بخشی از دیالوگ‌هایی که نوشته بود را حذف کرد زیرا به گفتهٔ رولینگ، آن صحنه با اتفاقی که در کتاب پنجم، یعنی هری پاتر و محفل ققنوس رخ می‌داد، در تضاد بود.
چندین شخصیت فرعی کتاب که در فیلم‌نامه حذف شدند، در فیلم‌های بعدی نیز حضور نداشتند؛ از جمله شخصیت پروفسور بینز که یک روح است که درس تاریخ جادوگری را تدریس می‌کند، و شخصیت بدعنق که یک روح مزاحم است. شروع کتاب نسبت به آغاز فیلم متفاوت است. کتاب با شخصیت ورنون دورسلی آغاز می‌شود که هنگام رفتن بر سرکار با دیدن افرادی که لباس عجیب پوشیده‌اند، بسیار تعجب می‌کند؛ اما فیلم مستقیم به سراغ صفحه‌های آخر فصل نخست کتاب رفته و ملاقات دامبلدور و هری نوزاد در پریوت درایو را به تصویر کشیده‌است. فصل‌های نخست کتاب که مربوط به جزئیات زندگی هری با دورسلی‌ها می‌شود در فیلم بسیار خلاصه است. برای مثال، این موضوع که هری زمان زیادی را پیش همسایه خود، خانم فیگ می‌گذراند به‌طور کامل از داستان حذف شده‌است. ملاقات هری با مالفوی در فروشگاه لباس یا دوئل نیمه‌شب آن‌ها در هاگوارتز از دیگر بخش‌های حذف شده کتاب هستند. همچنین برخی از اتفاقات کتاب، به صورت متفاوتی در فیلم وجود دارند. برای مثال، در کتاب، هری و هرماینی بعد از فراری دادن نوربرت، هنگام بازگشت از پله‌ها توسط پروفسور مک‌گونگال گیر می‌افتند؛ این در صورتی است که در فیلم، مالفوی آن‌ها را لو می‌دهد. برخی جزئیات همچون رابطهٔ دشمنی که ابتدا بین رون و هرماینی وجود دارد، در فیلم تعدیل یا کم رنگ شده‌اند. رولینگ اعلام کرده بود که با حذف بخشی از داستان که به راحتی قابل تغییر باشد، مشکلی ندارد. یکی از حذفیات اصلی کتاب مربوط به عبور از موانع جادویی برای رسیدن به سنگ جادو بود. در کتاب، هری و دوستانش از هفت مرحله عبور می‌کنند تا بتوانند به سنگ جادو برسند اما این بخش در فیلم بسیار کوتاه شده‌است. همچنین، خصوصیات ظاهری شخصیت‌ها منطبق بر کتاب نیست. در کتاب، هری موهای بلند و ژولیده یا هرماینی دندان‌های جلویی بزرگی دارد، اما این جزئیات با مشورت رولینگ تغییر کردند.
اصلی‌ترین تفاوت فیلم نسبت به کتاب، تغییر زمان وقایع داستان است. رخدادهای کتاب از سال ۱۹۹۱ آغاز شده و داستان در دههٔ نود میلادی رخ می‌دهد؛ این در صورتی است که داستان در فیلم‌ها در سال ۲۰۰۱ اتفاق می‌افتد.

## انتشار
برادران وارنر ابتدا قصد داشت تا فیلم را در روز ۴ ژوئیه ۲۰۰۱ و در تعطیلات روز استقلال اکران کند، که باعث می‌شد زمان ساخت فیلم بسیار فشرده باشد؛ چندین کارگردان ساخت پروژه را به همین دلیل قبول نکردند. در نهایت و به دلیل محدودیت زمانی، تاریخ اکران فیلم با چهار ماه تأخیر به ۱۶ نوامبر ۲۰۰۱ تغییر پیدا کرد.

### بازاریابی و محصولات جانبی
نخستین پوستر فیلم در تاریخ ۱ دسامبر ۲۰۰۰ منتشر شد. چهار ماه بعد و در مارس ۲۰۰۱، تریلر رسمی فیلم به صورت پیش‌پرده‌ای برای فیلم سی اسپات ران منتشر شد. آلبوم موسیقی فیلم نیز به صورت سی‌دی در ماه اکتبر به بازار آمد. شرکت الکترونیک آرتس، بازی ویدئویی هری پاتر و سنگ جادو را بر اساس فیلم ساخت که در اواسط نوامبر همین سال برای چندین کنسول بازی منتشر شد. در سال ۲۰۰۳، نسخه‌ای از این بازی برای گیم‌کیوب، پلی‌استیشن ۲ و اکس‌باکس در دسترس علاقه‌مندان قرار گرفت. شرکت متل توانست حق تکثیر ساخت عروسک بر اساس شخصیت‌های فیلم را به‌دست‌آورد؛ که این محصولات به صورت انحصاری در فروشگاه‌های برادران وارنر در دسترس بود. شرکت هازبرو نیز محصولاتی را برای مجموعه فیلم تولید کرد. برادران وارنر، قراردادی به مبلغ ۱۵۰ میلیون دلار با کوکا کولا برای نمایش‌های تبلیغاتی فیلم امضا کرد که مبلغی نزدیک به ۵۰–۴۰ میلیون دلار از آن شامل فروش جهانی فیلم بود. شرکت لگو در سال ۲۰۱۰، بازی ویدئویی لگو هری پاتر: سال‌های ۱ تا ۴ را منتشر کرد که در آن صحنه‌هایی از فیلم به صورت لگویی بازسازی شده بود.

### نمایش خانگی
هری پاتر و سنگ جادو نخستین بار در تاریخ ۱۱ مه ۲۰۰۲ به صورت وی‌اج‌اس و دی‌وی‌دی در بریتانیا و در ۲۸ مه در آمریکا منتشر شد. نسخهٔ ویژه فیلم نیز به همین صورت در تاریخ ۷ مهٔ ۲۰۰۴ به بازار آمد. نسخه نهایی فیلم که شامل صحنه‌های حذف شده بود نیز به صورت انحصاری در آمریکا و در قالب دیسک بلو-ری و دی‌وی‌دی عرضه شد. علاوه بر صحنه‌های اضافه، این نسخه شامل پشت صحنه و نخستین تست بازیگری از ردکلیف، واتسون و گرینت بود که در بستهٔ مخصوصی به نام ساخت دنیای هری پاتر ۱: جادو آغاز می‌شود در دسترس قرار گرفت. نسخهٔ کارگردان فیلم ۱۵۹ دقیقه زمان دارد که همین نسخه نیز برای پخش تلویزیونی در اختیار قرار گرفت. در فاصلهٔ مه تا ژوئن ۲۰۰۲، در مجموع ۱۰ میلیون کپی از فیلم به فروش رفت که ۶۰٪ از این فروش به نسخهٔ دی‌وی‌دی تعلق داشت.

## بازخورد

### گیشه
نمایش افتتاحیه فیلم در تاریخ ۴ نوامبر ۲۰۰۱ و در اودئون میدان لستر واقع در لندن برگزار شد. سالن سینمایی به گونه‌ای آماده شده بود که به مدرسهٔ هاگوارتز شباهت داشته باشد. هری پاتر و سنگ جادو با استقبال بسیار بالایی در گیشه همراه بود. فیلم در روز نخست نمایش خود در آمریکا توانست ۳۲٫۳ میلیون دلار فروش کند و رکورد بیش‌ترین فروش روزانه که پیش‌تر به فیلم جنگ ستارگان: قسمت اول - تهدید شبح (۱۹۹۹) تعلق داشت را به خود اختصاص دهد. در روز دوم اکران، فیلم رکورد خود را ارتقا داد و توانست ۳۳٫۵ میلیون دلار فروش کند. در پایان هفته نخست، فیلم در مجموع ۹۰٫۳ میلیون دلار بلیط فروخت و با پشت سر گذاشتن جهان گمشده: پارک ژوراسیک (۱۹۹۷)، رکورد پرفروش‌ترین افتتاحیه را به نام خود ثبت کرد. یک سال بعد، فیلم مرد عنکبوتی (۲۰۰۲) با فروش هفتگی ۱۱۴٫۸ میلیون دلاری خود، این رکورد را از سنگ جادو گرفت. فیلم برای سه هفتهٔ متوالی، رتبهٔ نخست جدول فروش گیشه در آمریکای شمالی را در اختیار داشت. سنگ جادو همچنین با فروش ۸۲٫۴ میلیون دلار، رکورد فروش پنج روز تعطیلات عید شکرگزاری را در اختیار داشت که این رکورد، دوازده سال بعد و توسط دو فیلم بازی‌های گرسنگی: اشتعال و یخ‌زده (هردو محصول ۲۰۱۳) شکسته شد. موفقیت هری پاتر و سنگ جادو محدود به داخل آمریکا نبود؛ این فیلم در بازار جهانی نیز بسیار خوب عمل کرد و توانست رکورد فروش افتتاحیه در بریتانیا را با ۶۶ میلیون پوند به خود اختصاص دهد. سنگ جادو بعد از تایتانیک (۱۹۹۷)، پرفروش‌ترین فیلم در داخل انگلستان بود تا اینکه فیلم ماما میا! (۲۰۰۸) این رکورد را شکست.
در پایان، هری پاتر و سنگ جادو ۳۱۷٫۶ میلیون دلار در آمریکا و کانادا و ۶۵۷٫۲ میلیون دلار در نقاط مختلف جهان فروش کرد و جمع گیشه خود را به رقم ۹۷۴٫۸ میلیون دلار رساند. سنگ جادو پرفروش‌ترین فیلم سال ۲۰۰۱ شد و در آن زمان، بعد از تایتانیک دومین فیلم پرفروش تاریخ سینما بود. در حال حاضر، سنگ جادو در رتبهٔ ۴۷ این جدول جای دارد. سنگ جادو همچنین بعد از هری پاتر و یادگاران مرگ - قسمت دوم، پرفروش‌ترین فیلم مجموعه هری پاتر است. باکس آفیس موجو تخمین زد که فیلم ۵۵٫۹ میلیون بلیط فقط در داخل آمریکا فروخته‌است.

### منتقدان
هری پاتر و سنگ جادو با استقبال خوب منتقدان همراه بود و در زمینه تیم بازیگری، طراحی صحنه و لباس، موسیقی و وفاداری به رمان ستایش شد. راتن تومیتوز گزارش کرد که ۸۱٪ منتقدان نسبت فیلم نظری مثبتی داشته‌اند که این درصد از روی ۱۹۷ نقد به‌دست آمده و در مجموع نمره ۷٫۰۶/۱۰ را نصیب فیلم می‌کند. در جمع‌بندی نظرات منتقدان راتن تومیتوز آمده‌است: «هری پاتر و سنگ جادو وفادارانه، بهترین عناصر منبع اقتباس خود را گرفته و روایت سرشار از جادوی آن را به صفحه بزرگ سینما آورده و این کار را نیز طوری انجام داده که نتیجهٔ آن در بیشتر مواقع هیجان‌انگیز است.» در متاکریتیک نیز، فیلم امتیاز ۶۴ از ۱۰۰ را بر پایهٔ ۳۶ نقد دریافت کرد. متاکریتیک اعلام کرد که نظرات پیرامون فیلم، «اغلب مثبت» است. در سینماسکور، فیلم امتیاز مثبت A را از سوی تماشاگران گرفت.
راجر ایبرت از چهار ستاره، چهار ستاره کامل به فیلم داد و آن را «اثری کلاسیک» توصیف کرد. او در نقد خود، سکانس کوییدیچ و جلوه‌های ویژه فیلم را ستایش کرد. سکانس کوییدیچ توسط دیگران، از جمله منتقدان دیلی تلگراف و امپایر نیز مورد توجه قرار گرفت و به عنوان صحنه‌ای شناخته شد که به صورت مستقل از فیلم ارزش تماشا کردن دوباره دارد. برایان لیندر از آی‌جی‌ان نیز نظر مثبتی دربارهٔ فیلم داشت و نوشت: «سنگ جادو بی‌نقص نیست اما برای من که طرفدار کتاب هستم، به عنوان یک مکمل به همان اندازه هیجان‌انگیز است.» جینا آفموف از پالو آلتو آنلاین با وجود انتقاد نسبت به ۳۰ دقیقه پایانی فیلم نوشت: «این فیلمی است که حتی بدبین‌ترین سینماروها را نیز مسحور خواهد کرد.» کلودیا پویگ در یواس‌ای تودی ۳ ستاره به فیلم داد و از طراحی صحنه و اجرای رابی کالترین در نقش هاگرید تمجید کرد، ولی از موسیقی جان ویلیامز انتقاد کرد و گفت طرفداران فیلم انتظار موسیقی جادویی‌تری دارند. کرک هانیکات از هالیوود ریپورتر، طراحی صحنه و لباس، موسیقی، فیلم‌برداری و تیم بازیگری را ستود و دربارهٔ موسیقی ویلیامز نوشت: «یک جعبهٔ موسیقی جذاب و شنیدنی که به راحتی خاموش نخواهد شد.» تاد مک‌کارتی از ورایتی نوشت: «این فیلم جایگاهی همچون بربادرفته در تاریخ سینما خواهد داشت. فیلم‌نامه وفادارانه است، بازیگران درست انتخاب شده‌اند، طراحی صحنه و لباس، گریم و جلوه‌های ویژه نیر همانی است که باید باشد و حتی گاهی فراتر از انتظار نیز عمل می‌کنند.» جاناتان فورمن در نیویورک پست نیز نظر مثبتی دربارهٔ فیلم داشت و آن را «یک اقتباس طولانی و وفادارانه» توصیف کرد.
ریچارد کورلیس در تایم فیلم را «اقتباسی بر پایهٔ اعداد و ارقام» توصیف کرد و بازیگران اصلی را فاقد جذابیت دانست. پائول تاتارا از سی‌ان‌ان از عملکرد کلمبوس و کلاوز انتقاد کرد و اعلام کرد که هری پاتر و سنگ جادو بیش‌تر از آنکه یک فیلم سینمایی مستقل باشد، اثری است که برای جلب رضایت رولینگ ساخته شده‌است. ناتانیل راجرز از فیلم اکسپرینس نظر منفی دربارهٔ فیلم داشت و نوشت: «هری پاتر و سنگ جادو تا جایی که می‌تواند مبهم و نامطلوب است.» اد گونزالز در مجلهٔ اسلنت نوشت: «ای کاش تیم برتون این فیلم را ساخته بود. سبک فیلم‌برداری فیلم گیچ‌کننده و خفه است. هری پاتر و سنگ جادو بیش‌تر از آنکه سینما باشد، شبیه به یک دورهمی و مهمانی بزرگ و خسته‌کننده است.» الویس میچل از نیویورک تایمز نظری تند و منفی دربارهٔ فیلم داشت و نوشت: «هری پاتر و سنگ جادو از کمبود تخیل و شخصیت‌های چوبی رنج می‌برد. آن کلاه گروه‌بندی سخنگو، به مراتب داری هویت بیشتری نسبت به انسان‌های قصه است.»

## دنباله
بعد از موفقیت فیلم در گیشه و نزد منتقدان، پیش تولید فیلم دوم به سرعت آغاز شد. هری پاتر و تالار اسرار بازهم به کارگردانی کریس کلمبوس و درست یک‌سال بعد از سنگ جادو و در تاریخ ۱۵ نوامبر ۲۰۰۲ به روی پرده رفت و موفقیت تجاری و انتقادی دیگری را برای سازندگان خود به همراه داشت.

## بازی ویدئویی
در نوامبر سال ۲۰۰۱، بازی ویدئویی هری پاتر و سنگ جادو بر اساس این فیلم توسط الکترونیک آرتس ساخته و روانه بازار شد. این بازی برای پلتفرم‌های مختلف از جمله مایکروسافت ویندوز، پلی‌استیشن ۲ و ایکس‌باکس منتشر شد. در بازی، بازیکن کنترل شخصیت هری پاتر را در اختیار دارد که باید ماموریت‌های مختلفی را انجام دهد. همچنین قابلیت گشتن آزاد در محیط مدرسه هاگوارتز نیز وجود دارد. بازی با واکنش متوسط منتقدان همراه بود. گیم‌پلی سادهٔ بازی ستایش شد، اما در زمینهٔ گرافیک و طراحی فضا مورد انتقاد قرار گرفت؛ از جمله، این نقد مطرح شد که بازی تنها برای علاقه‌مندان به مجموعهٔ هری پاتر جذابیت دارد.

## جوایز
هری پاتر و سنگ جادو در هفتاد و چهارمین دورهٔ جوایز اسکار در سه رشته نامزد دریافت جایزهٔ اسکار بود: بهترین موسیقی فیلم، بهترین طراحی لباس و بهترین طراحی صحنه؛ اما موفق به کسب هیچ‌کدام از این جوایز نشد. این فیلم همچنین در هفت رشته نامزد جایزه بفتا بود، اما بازهم موفق به کسب جایزه نشد. جودیانا ماکوفسکی برای طراحی لباس فیلم برنده جایزهٔ ساترن شد. فیلم در هشت رشتهٔ دیگر نیز در این مراسم نامزد بود. ماکوفسکی این افتخار را دو مراسم انجمن بازیگران آمریکا و انجمن طراحان لباس نیز تکرار کرد. بنیاد فیلم آمریکا و انجمن کارگردان آمریکا، هری پاتر و سنگ جادو را در رشتهٔ بهترین جلوه‌های ویژه و بهترین طراحی لباس نامزد جایزه کردند اما فیلم موفق به کسب آن جایزه‌ها نشد. در مراسم جوایز گزینش منتقدان فیلم، هری پاتر و سنگ جادو به عنوان بهترین فیلم خانوادگی سال، برندهٔ جایزه شد و دنیل ردکلیف نیز برای عملکرد خود، نامزد جایزهٔ بهترین بازیگر کودک شد اما جایزه را به داکوتا فانینگ برای بازی در فیلم من سم هستم (۲۰۰۱) واگذار کرد. در سال ۲۰۰۵، بنیاد فیلم آمریکا، جان ویلیامز را برای دریافت جایزهٔ ۱۰۰ موسیقی متن برتر تاریخ سینما نامزد دریافت جایزه کرد.
| \| جایزه \| رشته \| دریافت‌کننده \| نتیجه \| منابع \| \| -------------------------------- \| -------------------------------------- \| -------------------------------------- \| -------- \| ---------------- \| \| هفتاد و چهارمین دوره جوایز اسکار \| بهترین طراحی صحنه \| استوارت کریگ \| نامزدشده \| [۱۲۰] \| \| هفتاد و چهارمین دوره جوایز اسکار \| بهترین طراحی لباس \| جودیانا ماکوفسکی \| نامزدشده \| [۱۲۰] \| \| هفتاد و چهارمین دوره جوایز اسکار \| بهترین موسیقی فیلم \| جان ویلیامز \| نامزدشده \| [۱۲۰] \| \| جایزه نروژ آماندا \| بهترین فیلم خارجی زبان \| هری پاتر و سنگ جادو \| نامزدشده \| [۱۳۰] \| \| بنیاد فیلم آمریکا \| بهترین جلوه‌های ویژه \| نیک دیویس \| نامزدشده \| [۱۲۷] \| \| انجمن کارگردانان هنری \| بهترین طراحی صحنه برای فیلم فانتزی \| استوارت کریگ، جان کینگ \| نامزدشده \| [۱۲۶] \| \| جایزه آکادمی فیلم ژاپن \| بهترین فیلم خارجی زبان \| \| نامزدشده \| [۱۳۱] \| \| جوایز بوگی \| جایزه ویژه \| \| برنده \| [۱۳۲] \| \| پنجاه و پنجمین دوره جوایز بفتا \| بهترین فیلم انگلیسی زبان \| نامزدشده \| [۱۲۱] \| \| \| پنجاه و پنجمین دوره جوایز بفتا \| جایزه بفتای بهترین بازیگر نقش مکمل مرد \| نامزدشده \| [۱۲۱] \| رابی کالترین \| \| پنجاه و پنجمین دوره جوایز بفتا \| بهترین طراحی لباس \| نامزدشده \| [۱۲۱] \| جودیانا ماکوفسکی \| \| پنجاه و پنجمین دوره جوایز بفتا \| بهترین طراحی صحنه \| نامزدشده \| [۱۲۱] \| استوارت کریگ \| \| پنجاه و پنجمین دوره جوایز بفتا \| بهترین گریم \| نامزدشده \| [۱۲۱] \| آماندا نایت \| \| پنجاه و پنجمین دوره جوایز بفتا \| بهترین صدا \| نامزدشده \| [۱۲۱] \| \| \| پنجاه و پنجمین دوره جوایز بفتا \| بهترین جلوه‌های ویژه \| نامزدشده \| [۱۲۱] \| \| \| انجمن منتقدان پخش فیلم \| بهترین فیلم خانوادگی \| برنده \| [۱۲۸] \| \| \| انجمن منتقدان پخش فیلم \| بهترین بازیگر نوجوان \| دنیل ردکلیف \| [۱۲۸] \| نامزدشده \| \| انجمن منتقدان پخش فیلم \| بهترین موسیقی \| جان ویلیامز \| [۱۲۸] \| نامزدشده \| \| انجمن آهنگسازان سینما و تلویزیون \| بهترین موسیقی فیلم \| جان ویلیامز \| برنده \| [۱۳۳] \| \| انجمن بازیگران آمریکا \| بهترین تیم بازیگری \| جین جنکیز \| برنده \| [۱۲۴] \| \| انجمن طراحان صحنه \| بهترین طراحی صحنه برای فیلم فانتزی \| جودیانا ماکوفسکی \| برنده \| [۱۲۵] \| \| انجمن تدوین‌گران آمریکا \| بهترین فیلم درام \| ریچارد فرانسیس-بروس \| نامزدشده \| [۱۳۴] \| \| جایزه امپایر \| بهترین فیلم \| هری پاتر و سنگ جادو \| نامزدشده \| [۱۳۰] \| \| جایزه امپایر \| بهترین بازیگران نوظهور \| دنیل ردکلیف، روپرت گرینت و اما واتسون \| نامزدشده \| [۱۳۰] \| \| مراسم ایونینگ استاندارد \| بهترین دستاورد فنی \| استوارت کریگ \| برنده \| [۱۳۵] \| \| انجمن صدابرداران فیلم \| بهترین تدوین صدا \| ادی جوزف \| نامزدشده \| [۱۳۶] \| \| ۴۵امین دوره جوایز گرمی \| بهترین موسیقی متن فیلم سینمای بلند \| جان ویلیامز \| نامزدشده \| [۱۳۷] \| \| جایزه هوگو \| بهترین فیلم \| \| نامزدشده \| [۱۳۸] \| \| جوایز برگزیده کودکان نیکلودین \| انتخاب تماشاگران \| [۱۳۹] \| نامزدشده \| \| \| جایزه سینمایی و تلویزیونی ام‌تی‌وی \| بهترین بازیگر مرد نوظهور \| دنیل ردکلیف \| نامزدشده \| [۱۴۰] \| \| انجمن منتقدان فیلم فینیکس \| بهترین فیلم خانوادگی \| هری پاتر و سنگ جادو \| برنده \| [۱۴۱] \| \| انجمن منتقدان فیلم فینیکس \| بهترین بازیگر مرد نوظهور \| دنیل ردکلیف \| نامزدشده \| [۱۴۱] \| \| انجمن منتقدان فیلم فینیکس \| بهترین بازیگر جوان \| اما واتسون \| نامزدشده \| [۱۴۱] \| \| انجمن منتقدان فیلم فینیکس \| بهترین طراحی لباس \| جودیانا ماکوفسکی \| نامزدشده \| [۱۴۱] \| \| انجمن منتقدان فیلم فینیکس \| بهترین موسیقی \| جان ویلیامز \| نامزدشده \| [۱۴۱] \| \| انجمن منتقدان فیلم فینیکس \| بهترین طراحی صحنه \| استوارت کریگ \| نامزدشده \| [۱۴۱] \| \| انجمن منتقدان فیلم فینیکس \| بهترین جلوه‌های ویژه \| نیک دیویس \| نامزدشده \| [۱۴۱] \| \| انجمن تهیه‌کنندگان آمریکا \| بهترین فیلم سال \| دیوید هیمن \| نامزدشده \| [۱۴۲] \| \| جایزه ستلایت \| بهترین فیلم \| \| نامزدشده \| [۱۴۳] \| \| جایزه ستلایت \| بهترین تدوین \| ریچارد فرانسیس-بروس \| نامزدشده \| [۱۴۳] \| \| جایزه ستلایت \| بهترین طراحی صحنه \| استوارت کریگ \| نامزدشده \| [۱۴۳] \| \| جایزه ستلایت \| بهترین جلوه‌های ویژه \| نیک دیویس \| نامزدشده \| [۱۴۳] \| \| جایزه ستلایت \| جایزه ویژه استعداد نوظهور \| روپرت گرینت \| برنده \| [۱۴۳] \| \| جایزه ساترن \| بهترین فیلم فانتزی \| \| نامزدشده \| [۱۲۳] \| \| جایزه ساترن \| بهترین کارگردان \| کریس کلمبوس \| نامزدشده \| [۱۲۳] \| \| جایزه ساترن \| بهترین بازیگر نقش مکمل مرد \| رابی کالترین \| نامزدشده \| [۱۲۳] \| \| جایزه ساترن \| بهترین بازیگر نقش مکمل زن \| مگی اسمیت \| نامزدشده \| [۱۲۳] \| \| جایزه ساترن \| بهترین بازیگر جوان \| دنیل ردکلیف \| نامزدشده \| [۱۲۳] \| \| جایزه ساترن \| بهترین بازیگر جوان \| اما واتسون \| نامزدشده \| [۱۲۳] \| \| جایزه ساترن \| بهترین طراحی لباس \| جودیانا ماکوفسکی \| برنده \| [۱۲۳] \| \| جایزه ساترن \| بهترین گریم \| نیک دادمن \| نامزدشده \| [۱۲۳] \| \| جایزه ساترن \| بهترین جلوه‌های ویژه \| نیک دیویس \| نامزدشده \| [۱۲۳] \| \| جایزه سیرا \| بهترین فیلم خانوادگی \| \| برنده \| [۱۴۴] \| \| جایزه استیکنر \| بهترین موسیقی \| نامزدشده \| [۱۴۵] \| \| \| جوایز برگزیده نوجوانان \| بهترین فیلم ماجراجویی \| نامزدشده \| [۱۴۶] \| \| \| جایزه هنرمند جوان \| بهترین فیلم خانوادگی-درام \| نامزدشده \| [۱۴۷] \| \| \| جایزه هنرمند جوان \| بهترین بازیگر زن جوان \| اما واتسون (مشترک با اسکارلت جوهانسون) \| [۱۴۷] \| برنده \| \| جایزه هنرمند جوان \| بهترین بازیگر مرد جوان- نقش مکمل \| تام فلتون \| [۱۴۷] \| نامزدشده \| \| جایزه هنرمند جوان \| بهترین تیم بازیگری \| \| [۱۴۷] \| نامزدشده \| \| جایزه هنرمند جوان \| ستاره نوظهور \| روپرت گرینت \| [۱۴۷] \| برنده \| |                                        |                                        |          |                  |
| جایزه | رشته                                   | دریافت‌کننده                            | نتیجه    | منابع            |
| هفتاد و چهارمین دوره جوایز اسکار | بهترین طراحی صحنه                      | استوارت کریگ                           | نامزدشده | [ ۱۲۰ ]          |
| هفتاد و چهارمین دوره جوایز اسکار | بهترین طراحی لباس                      | جودیانا ماکوفسکی                       | نامزدشده | [ ۱۲۰ ]          |
| هفتاد و چهارمین دوره جوایز اسکار | بهترین موسیقی فیلم                     | جان ویلیامز                            | نامزدشده | [ ۱۲۰ ]          |
| جایزه نروژ آماندا | بهترین فیلم خارجی زبان                 | هری پاتر و سنگ جادو                    | نامزدشده | [ ۱۳۰ ]          |
| بنیاد فیلم آمریکا | بهترین جلوه‌های ویژه                    | نیک دیویس                              | نامزدشده | [ ۱۲۷ ]          |
| انجمن کارگردانان هنری | بهترین طراحی صحنه برای فیلم فانتزی     | استوارت کریگ، جان کینگ                 | نامزدشده | [ ۱۲۶ ]          |
| جایزه آکادمی فیلم ژاپن | بهترین فیلم خارجی زبان                 |                                        | نامزدشده | [ ۱۳۱ ]          |
| جوایز بوگی | جایزه ویژه                             |                                        | برنده    | [ ۱۳۲ ]          |
| پنجاه و پنجمین دوره جوایز بفتا | بهترین فیلم انگلیسی زبان               | نامزدشده                               | [ ۱۲۱ ]  |                  |
| پنجاه و پنجمین دوره جوایز بفتا | جایزه بفتای بهترین بازیگر نقش مکمل مرد | نامزدشده                               | [ ۱۲۱ ]  | رابی کالترین     |
| پنجاه و پنجمین دوره جوایز بفتا | بهترین طراحی لباس                      | نامزدشده                               | [ ۱۲۱ ]  | جودیانا ماکوفسکی |
| پنجاه و پنجمین دوره جوایز بفتا | بهترین طراحی صحنه                      | نامزدشده                               | [ ۱۲۱ ]  | استوارت کریگ     |
| پنجاه و پنجمین دوره جوایز بفتا | بهترین گریم                            | نامزدشده                               | [ ۱۲۱ ]  | آماندا نایت      |
| پنجاه و پنجمین دوره جوایز بفتا | بهترین صدا                             | نامزدشده                               | [ ۱۲۱ ]  |                  |
| پنجاه و پنجمین دوره جوایز بفتا | بهترین جلوه‌های ویژه                    | نامزدشده                               | [ ۱۲۱ ]  |                  |
| انجمن منتقدان پخش فیلم | بهترین فیلم خانوادگی                   | برنده                                  | [ ۱۲۸ ]  |                  |
| انجمن منتقدان پخش فیلم | بهترین بازیگر نوجوان                   | دنیل ردکلیف                            | [ ۱۲۸ ]  | نامزدشده         |
| انجمن منتقدان پخش فیلم | بهترین موسیقی                          | جان ویلیامز                            | [ ۱۲۸ ]  | نامزدشده         |
| انجمن آهنگسازان سینما و تلویزیون | بهترین موسیقی فیلم                     | جان ویلیامز                            | برنده    | [ ۱۳۳ ]          |
| انجمن بازیگران آمریکا | بهترین تیم بازیگری                     | جین جنکیز                              | برنده    | [ ۱۲۴ ]          |
| انجمن طراحان صحنه | بهترین طراحی صحنه برای فیلم فانتزی     | جودیانا ماکوفسکی                       | برنده    | [ ۱۲۵ ]          |
| انجمن تدوین‌گران آمریکا | بهترین فیلم درام                       | ریچارد فرانسیس-بروس                    | نامزدشده | [ ۱۳۴ ]          |
| جایزه امپایر | بهترین فیلم                            | هری پاتر و سنگ جادو                    | نامزدشده | [ ۱۳۰ ]          |
| جایزه امپایر | بهترین بازیگران نوظهور                 | دنیل ردکلیف، روپرت گرینت و اما واتسون  | نامزدشده | [ ۱۳۰ ]          |
| مراسم ایونینگ استاندارد | بهترین دستاورد فنی                     | استوارت کریگ                           | برنده    | [ ۱۳۵ ]          |
| انجمن صدابرداران فیلم | بهترین تدوین صدا                       | ادی جوزف                               | نامزدشده | [ ۱۳۶ ]          |
| ۴۵امین دوره جوایز گرمی | بهترین موسیقی متن فیلم سینمای بلند     | جان ویلیامز                            | نامزدشده | [ ۱۳۷ ]          |
| جایزه هوگو | بهترین فیلم                            |                                        | نامزدشده | [ ۱۳۸ ]          |
| جوایز برگزیده کودکان نیکلودین | انتخاب تماشاگران                       | [ ۱۳۹ ]                                | نامزدشده |                  |
| جایزه سینمایی و تلویزیونی ام‌تی‌وی | بهترین بازیگر مرد نوظهور               | دنیل ردکلیف                            | نامزدشده | [ ۱۴۰ ]          |
| انجمن منتقدان فیلم فینیکس | بهترین فیلم خانوادگی                   | هری پاتر و سنگ جادو                    | برنده    | [ ۱۴۱ ]          |
| انجمن منتقدان فیلم فینیکس | بهترین بازیگر مرد نوظهور               | دنیل ردکلیف                            | نامزدشده | [ ۱۴۱ ]          |
| انجمن منتقدان فیلم فینیکس | بهترین بازیگر جوان                     | اما واتسون                             | نامزدشده | [ ۱۴۱ ]          |
| انجمن منتقدان فیلم فینیکس | بهترین طراحی لباس                      | جودیانا ماکوفسکی                       | نامزدشده | [ ۱۴۱ ]          |
| انجمن منتقدان فیلم فینیکس | بهترین موسیقی                          | جان ویلیامز                            | نامزدشده | [ ۱۴۱ ]          |
| انجمن منتقدان فیلم فینیکس | بهترین طراحی صحنه                      | استوارت کریگ                           | نامزدشده | [ ۱۴۱ ]          |
| انجمن منتقدان فیلم فینیکس | بهترین جلوه‌های ویژه                    | نیک دیویس                              | نامزدشده | [ ۱۴۱ ]          |
| انجمن تهیه‌کنندگان آمریکا | بهترین فیلم سال                        | دیوید هیمن                             | نامزدشده | [ ۱۴۲ ]          |
| جایزه ستلایت | بهترین فیلم                            |                                        | نامزدشده | [ ۱۴۳ ]          |
| جایزه ستلایت | بهترین تدوین                           | ریچارد فرانسیس-بروس                    | نامزدشده | [ ۱۴۳ ]          |
| جایزه ستلایت | بهترین طراحی صحنه                      | استوارت کریگ                           | نامزدشده | [ ۱۴۳ ]          |
| جایزه ستلایت | بهترین جلوه‌های ویژه                    | نیک دیویس                              | نامزدشده | [ ۱۴۳ ]          |
| جایزه ستلایت | جایزه ویژه استعداد نوظهور              | روپرت گرینت                            | برنده    | [ ۱۴۳ ]          |
| جایزه ساترن | بهترین فیلم فانتزی                     |                                        | نامزدشده | [ ۱۲۳ ]          |
| جایزه ساترن | بهترین کارگردان                        | کریس کلمبوس                            | نامزدشده | [ ۱۲۳ ]          |
| جایزه ساترن | بهترین بازیگر نقش مکمل مرد             | رابی کالترین                           | نامزدشده | [ ۱۲۳ ]          |
| جایزه ساترن | بهترین بازیگر نقش مکمل زن              | مگی اسمیت                              | نامزدشده | [ ۱۲۳ ]          |
| جایزه ساترن | بهترین بازیگر جوان                     | دنیل ردکلیف                            | نامزدشده | [ ۱۲۳ ]          |
| جایزه ساترن | بهترین بازیگر جوان                     | اما واتسون                             | نامزدشده | [ ۱۲۳ ]          |
| جایزه ساترن | بهترین طراحی لباس                      | جودیانا ماکوفسکی                       | برنده    | [ ۱۲۳ ]          |
| جایزه ساترن | بهترین گریم                            | نیک دادمن                              | نامزدشده | [ ۱۲۳ ]          |
| جایزه ساترن | بهترین جلوه‌های ویژه                    | نیک دیویس                              | نامزدشده | [ ۱۲۳ ]          |
| جایزه سیرا | بهترین فیلم خانوادگی                   |                                        | برنده    | [ ۱۴۴ ]          |
| جایزه استیکنر | بهترین موسیقی                          | نامزدشده                               | [ ۱۴۵ ]  |                  |
| جوایز برگزیده نوجوانان | بهترین فیلم ماجراجویی                  | نامزدشده                               | [ ۱۴۶ ]  |                  |
| جایزه هنرمند جوان | بهترین فیلم خانوادگی-درام              | نامزدشده                               | [ ۱۴۷ ]  |                  |
| جایزه هنرمند جوان | بهترین بازیگر زن جوان                  | اما واتسون (مشترک با اسکارلت جوهانسون) | [ ۱۴۷ ]  | برنده            |
| جایزه هنرمند جوان | بهترین بازیگر مرد جوان- نقش مکمل       | تام فلتون                              | [ ۱۴۷ ]  | نامزدشده         |
| جایزه هنرمند جوان | بهترین تیم بازیگری                     |                                        | [ ۱۴۷ ]  | نامزدشده         |
| جایزه هنرمند جوان | ستاره نوظهور                           | روپرت گرینت                            | [ ۱۴۷ ]  | برنده            |

## توضیحات
1. ↑  نیوزراند Newsround نام یک برنامه تلویزیونی کودکان است که از سال ۱۹۷۲ از طریق شبکه بی‌بی‌سی روی آنتن می‌رود.
2. ↑  در دنیای جادویی هری پاتر، به افراد غیر جادوگر، مشنگ گفته می‌شود.

## واژه‌نامه
1. ↑  Harry Potter And The Sorcerer's Stone
2. ↑  Harry Potter And The Philosopher's Stone
3. ↑  Privet Drive
4. ↑  Petunia
5. ↑  Dursley
6. ↑  Dudley
7. ↑  Vernon
8. ↑  Gringotts
9. ↑  Gryffindor
10. ↑  Slytherin
11. ↑  Defence Against the Dark Arts
12. ↑  Quirrell
13. ↑  Stones in His Pockets
14. ↑  Peter Pevensie
15. ↑  Ravenclaw
16. ↑  Griphook
17. ↑  Ollivander
18. ↑  Diagon Alley
19. ↑  Nearly Headless Nick
20. ↑  Molly Weasley
21. ↑  The Ogre Downstairs
22. ↑  Diana Wynne Jones
23. ↑  Susie Figgis
24. ↑  Young Sherlock Holmes
25. ↑  Goathland railway station
26. ↑  Inverailort Castle
27. ↑  Harrow School
28. ↑  Divinity School
29. ↑  Leaky Cauldron
30. ↑  Judianna Makovsky
31. ↑  Stuart Craig
32. ↑  Queen Anne style architecture
33. ↑  Fluffy
34. ↑  Nick Dudman
35. ↑  Jim Henson's Creature Shop
36. ↑  Rhythm and Hues
37. ↑  Tanglewood
38. ↑  Professor Binns
39. ↑  Peeves
40. ↑  See Spot Run
41. ↑  Hasbro
42. ↑  Lego Harry Potter: Years 1–4
43. ↑  Creating the World of Harry Potter Part 1: The Magic Begins
44. ↑  Brian Linder
45. ↑  Jeanne Aufmuth
46. ↑  Palo Alto Online
47. ↑  Claudia Puig
48. ↑  Kirk Honeycutt
49. ↑  Paul Tatara
50. ↑  Nathaniel Rogers
51. ↑  The Film Experience
52. ↑  Ed Gonzalez